# Dimityr Miłanow
Dimityr Miłanow Stojanow (bułg. Димитър Миланов Стоянов, ur. 18 października 1928 w Sofii, zm. w 1995 tamże) – bułgarski piłkarz występujący na pozycji pomocnika lub napastnika, reprezentant Bułgarii w latach 1948–1959, brązowy medalista Igrzysk Olimpijskich 1956, trener piłkarski.
Podczas kariery piłkarskiej nosił przydomek Piżo (bułg. Пижо), pochodzący od imienia bohatera bułgarskiej legendy ludowej. Rozegrał 39 spotkań w reprezentacji Bułgarii, dla której zdobył 19 bramek i wywalczył z nią brązowy medal igrzysk olimpijskich. Zaliczany do grona legendarnego pokolenia piłkarzy CSKA Sofia z lat 50. XX wieku.

## Kariera klubowa
Grę w piłkę nożną rozpoczął w 1946 roku w drużynie Botew Sofia. W latach 1947–1948 występował w Septemwri Sofia. W 1948 roku został zawodnikiem Septemwri Pri CDW Sofia, z którym rozpoczął występy w nowo utworzonej Republikanskiej Futbołnej Diwiziji. W ciągu 12 kolejnych lat wywalczył z tym klubem 10 tytułów mistrzowskich oraz trzykrotnie zdobył Puchar Bułgarii (wówczas pod nazwą Puchar Armii Sowieckiej). W trzech meczach finałowych Pucharu Bułgarii (1951, 1954, 1955) strzelił łącznie 6 goli, w tym uzyskał hat trick w spotkaniu przeciwko Spartakowi Płowdiw (5:2). W sezonach 1948/49 oraz 1951 zdobył tytuł króla strzelców bułgarskiej ekstraklasy.
W 1956 roku Miłanow zadebiutował w europejskich pucharach, kiedy to wystąpił z CDNA Sofia w Pucharze Mistrzów. Był to zarazem debiut bułgarskiego klubu w oficjalnych rozgrywkach międzynarodowych pod egidą UEFA. W edycji 1956/57 zdobył on dwie bramki, obie w wygranym 8:1 spotkaniu I rundy przeciwko FC Dinamo Bukareszt. W kolejnym etapie jego zespół uległ FK Crvena zvezda 1:3 i 2:1 w dwumeczu i odpadł z rywalizacji. Po sezonie 1959/60 Miłanow odszedł z CDNA i zakończył karierę.

## Kariera reprezentacyjna
29 sierpnia 1948 zadebiutował w reprezentacji Bułgarii w wygranym 1:0 towarzyskim meczu przeciwko Czechosłowacji w Sofii. We wrześniu 1949 roku w spotkaniu z tym samym rywalem (3:1) zdobył pierwszą bramkę w drużynie narodowej. W 1952 roku wziął udział w igrzyskach olimpijskich w Helsinkach, na których Bułgaria odpadła w rundzie wstępnej, przegrywając po dogrywce z ZSRR. Na kolejnym turnieju olimpijskim w Melbourne wywalczył ze swoją reprezentacją brązowy medal, pokonując w meczu o 3. miejsce 3:0 Indie. Z czterema bramkami został wespół z dwoma innymi zawodnikami królem strzelców rozgrywek. Ogółem w latach 1948–1959 rozegrał w zespole narodowym 39 spotkań i zdobył 19 goli.

### Bramki w reprezentacji
| LP  | Data                 | Miejsce                                      | Przeciwnik      | Bramka | Rezultat | Ranga meczu                          |
| --- | -------------------- | -------------------------------------------- | --------------- | ------ | -------- | ------------------------------------ |
| 1.  | 7 listopada 1948     | Stadion Junak, Sofia                         | Węgry           | 1:0    | 1:0      | Mecz towarzyski                      |
| 2.  | 4 września 1949      | Stadion Československé Armády, Praga         | Czechosłowacja  | 3:1    | 3:1      | Mecz towarzyski                      |
| 3.  | 18 maja 1952         | Stadion Wojska Polskiego, Warszawa           | Polska          | 1:0    | 1:0      | Mecz towarzyski                      |
| 4.  | 8 sierpnia 1954      | Stadion Wojska Polskiego, Warszawa           | Polska          | 2:0    | 2:2      | Mecz towarzyski                      |
| 5.  | 23 stycznia 1955     | Stadion Miejski, Bejrut                      | Liban           | 1:1    | 3:2      | Mecz towarzyski                      |
| 6.  | 23 stycznia 1955     | Stadion Miejski, Bejrut                      | Liban           | 2:1    | 3:2      | Mecz towarzyski                      |
| 7.  | 23 stycznia 1955     | Stadion Miejski, Bejrut                      | Liban           | 3:1    | 3:2      | Mecz towarzyski                      |
| 8.  | 22 maja 1955         | Stadion Narodowy im. Wasiła Lewskiego, Sofia | Egipt           | 1:1    | 2:1      | Mecz towarzyski                      |
| 9.  | 12 maja 1956         | British Empire Exhibition Stadium, Londyn    | Wielka Brytania | 1:1    | 3:3      | Eliminacje Igrzysk Olimpijskich 1956 |
| 10. | 26 sierpnia 1956     | Stadion Olimpijski, Wrocław                  | Polska          | 1:0    | 2:1      | Mecz towarzyski                      |
| 11. | 10 września 1956     | Stadion Narodowy im. Wasiła Lewskiego, Sofia | Rumunia         | 1:0    | 2:0      | Mecz towarzyski                      |
| 12. | 30 listopada 1956    | Olympic Park Stadium, Melbourne              | Wielka Brytania | 3:1    | 6:1      | Igrzyska Olimpijskie 1956            |
| 13. | 30 listopada 1956    | Olympic Park Stadium, Melbourne              | Wielka Brytania | 4:1    | 6:1      | Igrzyska Olimpijskie 1956            |
| 14. | 30 listopada 1956    | Olympic Park Stadium, Melbourne              | Wielka Brytania | 5:1    | 6:1      | Igrzyska Olimpijskie 1956            |
| 15. | 7 grudnia 1956       | Melbourne Cricket Ground, Melbourne          | Indie           | 2:0    | 3:0      | Igrzyska Olimpijskie 1956            |
| 16. | 29 września 1957     | Stadion Narodowy im. Wasiła Lewskiego, Sofia | Polska          | 1:1    | 1:1      | Mecz towarzyski                      |
| 17. | 5 października 1958  | Walter Ulbricht Stadion, Berlin              | NRD             | 1:1    | 1:1      | Mecz towarzyski                      |
| 18. | 12 października 1958 | Stadion VŽKG, Ostrawa                        | Czechosłowacja  | 1:0    | 1:0      | Mecz towarzyski                      |
| 19. | 27 czerwca 1959      | Stadion Centralny im. Lenina, Moskwa         | ZSRR            | 1:0    | 1:1      | Eliminacje Igrzysk Olimpijskich 1960 |

## Kariera trenerska
Jako szkoleniowiec prowadził kluby Marek Dupnica (12. miejsce w A RFG 1965/66) oraz Hebyr Pazardżik (9. miejsce w grupie południowej B RFG 1971/72).

## Sukcesy

### Zespołowe
Bułgaria
- brązowy medal igrzysk olimpijskich: 1956

CSKA Sofia
- mistrzostwo Bułgarii: 1948, 1951, 1952, 1954, 1955, 1956, 1957, 1958, 1958/59, 1959/60
- Puchar Bułgarii: 1951, 1954, 1955

### Indywidualne
- król strzelców A RFG: 1948/49 (11 goli), 1951 (13 goli)
- król strzelców igrzysk olimpijskich: 1956 (4 gole)

## Odznaczenia
- Zasłużony Mistrz Sportu: 1960